# Dźwierznia
Dźwierznia (deutsch Dzwiersnia) ist ein Dorf in der polnischen Woiwodschaft Ermland-Masuren. Es gehört zur Gmina Iłowo-Osada (Landgemeinde Illowo) im Powiat Działdowski (Kreis Soldau).

## Geographische Lage
Dźwierznia liegt im Südwesten der Woiwodschaft Ermland-Masuren, 20 Kilometer südlich der früheren Kreisstadt Neidenburg (polnisch Nidzica) bzw. 14 Kilometer südöstlich der heutigen Kreismetropole Działdowo (deutsch Soldau i. Ostpr.).

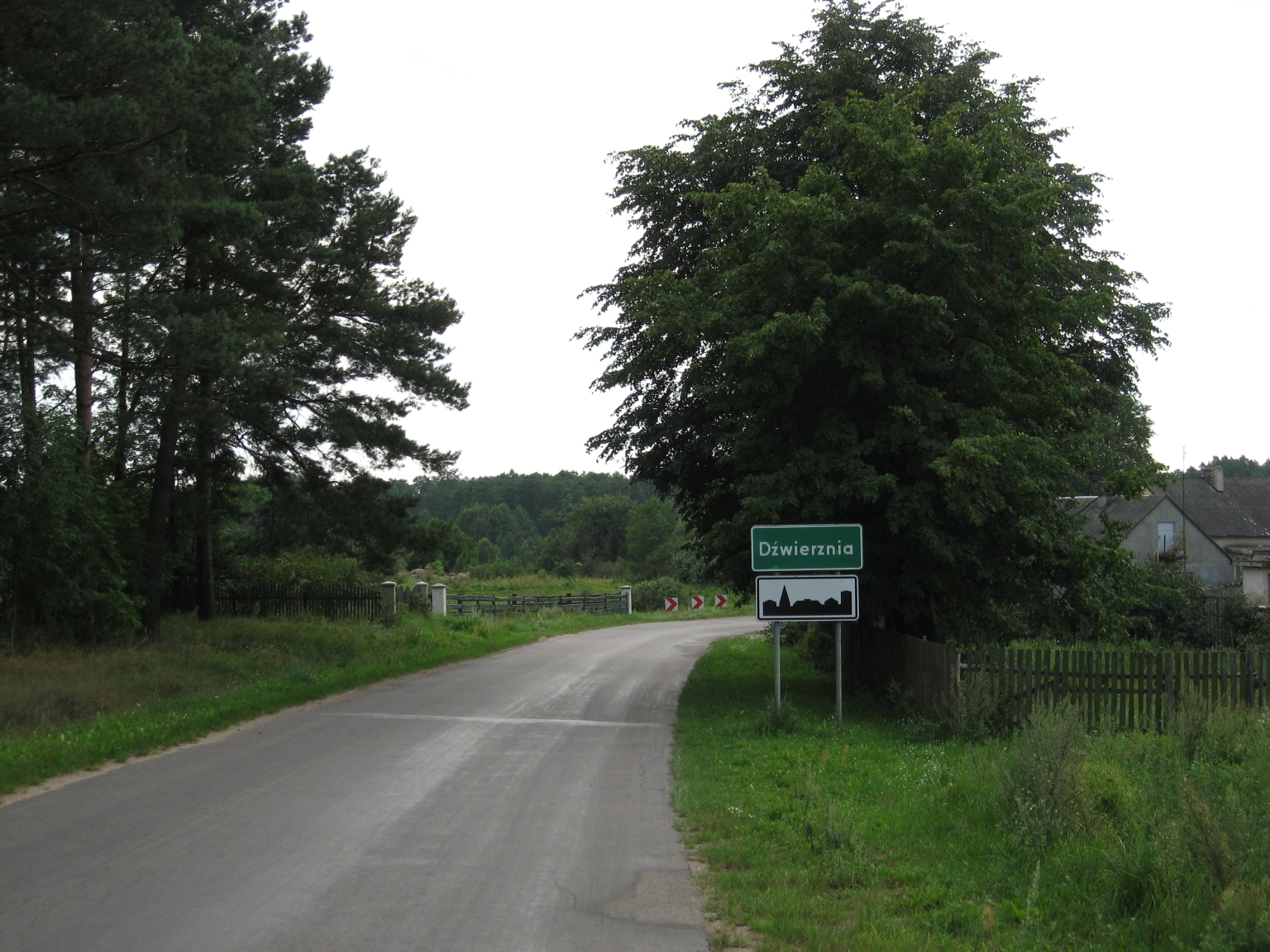
Ortseinfahrt Dźwierznia

## Geschichte
Dzwierznia, das kleine Dorf mit Försterei, 1820 Dzwiercznia und 1871 Dzwiersznia genannt, zählte 1785 als „Adliges Dorf“ 10 Feuerstellen, 1820 waren es bei 11 Feuerstellen 58 Einwohner, und 1905 bereits 272 Einwohner. Als Landgemeinde wurde das Dorf 1874 in den neu errichteten Amtsbezirk Narzym im ostpreußischen Kreis Neidenburg eingegliedert.
Als Dorf im Soldauer Gebiet kam Dzwiersnia mit allen Nachbarorten im Jahre 1920 zu Polen und wurde als „Dźwierznia“ 1934 in die neu gebildete Landgemeinde Iłowo (Illowo) einbezogen. Diese trat 1939 zum Deutschen Reich und wurde 1940 in den „Amtsbezirk Narzym“ im Kreis Neidenburg umgewandelt. Dzwiersnia war ein Teil der Gemeinde Sochen (polnisch Sochy) geworden.
Wenige Jahre später – im Jahre 1945 – kam in Kriegsfolge das gesamte südliche Ostpreußen zu Polen. Aus Dzwiersnia wurde wieder „Dźwierznia“. Das Dorf ist heute eine Ortschaft im Verbund der Gmina Iłowo-Osada (Landgemeinde Illowo) im Powiat Działdowski (Kreis Soldau), bis 1998 der Woiwodschaft Ciechanów, seither der Woiwodschaft Ermland-Masuren zugehörig.

## Kirche
Bis 1945 war Dzwiersnia resp. Dźwierznia kirchlich nach Bialutten (polnisch Białuty) ausgerichtet. Heute besteht der Bezug nach Białuty katholischerseits weiterhin, evangelischerseits ist das Dorf der Erlöserkirche in Działdowo (Soldau) zugehörig.

## Verkehr
Dźwierznia liegt an einer Nebenstraße, die von Iłowo-Osada (Illowo) über Sochy (Sochen) nach Białuty (Bialutten) führt. Außerdem enden in Dźwierznia zwei Straßen aus der masowischen Nachbarregion. Eine Anbindung an den Bahnverkehr besteht nicht.